# Roberto Sallouti
Roberto Balls Sallouti (São Paulo, 26 de febrero de 1972) es un empresario, economista y filántropo brasileño. Es CEO de BTG Pactual y miembro de los consejos de administración de la misma institución, Banco Pan, Mercado Libre y Febraban. Sallouti ha estado en BTG Pactual desde 1994 y asumió la presidencia ejecutiva en 2015.
Sallouti actúa como fundador-presidente del Instituto V5, miembro del consejo consultivo de Compañeros de la Educación, BRASA, Wharton para América Latina, Museo de Arte de São Paulo y Recode.

## Biografía
Hijo y nieto de inmigrantes, Sallouti nació en São Paulo, Brasil, y estudió en la Graded School, una escuela estadounidense. En la década de 1990, él cursó economía con una especialización en finanzas y marketing en la Universidad de Pensilvania, Wharton School, en los Estados Unidos. Regresó a Brasil, iniciando una pasantía en el Pactual.

### Carrera empresarial
Roberto Sallouti ingresó en el BTG Pactual en 1994, conviertendóse en socio en 1998. Fue nombrado Chief Operating Officer (COO) en 2008, anteriormente responsable de las áreas de renta fija local e internacional, y, en 2015, pasó a ser director ejecutivo del banco (CEO). En su administración, el banco lanzó el BTG Pactual Digital en 2016, visando el fortalecimiento de la institución en el mercado minorista.

## Filantropía
En asociación con otros empresarios, Sallouti formó un fondo patrimonial e implementó un nuevo modelo de gobernanza que salvó al Museo de Arte de São Paulo (MASP) de la bancarrota.
En 2010, Sallouti fundó con su esposa el Instituto V5, que desarrolla y apoya proyectos de otras asociaciones en las áreas de Educación, Deportes, Artes, Medio Ambiente y Derechos Ciudadanos.
Sallouti, también, es parte del Comité Ejecutivo de Wharton Alumni Angels, formado, en su mayoría, por ejecutivos que estudiaron en la Universidad de Pensilvania. Un proyecto que invierte en startups locales.
Roberto Sallouti fue miembro del consejo de administración de la Associação Escola Graduada de São Paulo (Graded School) durante ocho años, cinco de ellos como presidente. Sallouti ha contribuido a la creación de un fondo de donación, por un valor de R$ 3 millones,  que brinda asistencia financiera a los hijos de ex graduados que demuestren méritos académicos, artísticos o deportivos excepcionales.

## Premios
- Premio BrazilFoundation, XVII Gala New York (2019);[33]

- Mejor CEO - Nombrado por el Buy Side and Sell Side de la Institutional Investor (2019);[34]